# Николај Самокиш
Николај Семјонович Самокиш (укр. Микола Семенович Самокиш, Нижин, Чернихив, 25. октобар 1860  — Симферопољ, 18. јануар 1944) био је украјински и совјетски сликар и илустратор украјинског козачког порекла који се специјализовао за војну уметност и сликање животиња. Он је допринео развоју украјинског националног стила у уметности крајем 19. и почетком 20. века. Самокиш је познат и као други муж илустраторке књиге Елене Судковскаје, са којом је често сарађивао.

## Биографија
Отац му је био поштар; вероватно мађарског порекла. Младост је провео у Носивки са породицом свог деде по мајци, који је био козак. Касније је завршио Нежински лицеј кнеза Безбородка . Његов први покушај да се упише на Академију уметности у Санкт Петербургу био је неуспешан, али је добио одобрење од сарадника професора Богдана Вилевалдеа, примљен је и тамо студирао од 1879. до 1885. код Михаила Клода и Валерија Јакобија, као и Вилевалдеа, и освојио неколико награда. Његову слику Прогулка (Шетња) купио је Павел Третјаков.
Од 1885. до 1888. студирао је у Паризу код Едуара Детаја. Када се вратио, он и Франц Рубо су отпутовали на Кавказ да би направили нека велика дела за панораму у војноисторијском музеју у Тбилисију. Године 1889. оженио се познатом илустраторком књига Еленом Судковском. Следеће године је проглашен за академика. Од 1894. до 1918. предавао је на Академији, где је 1913. постао професор.
Године 1904, у име часописа Нива, отпутовао је на фронт током Руско-јапанског рата и направио албум слика. Године 1915. он је са неким од његових ученика на Академији формирао „Уметнички одред“ и отишао на Источни фронт да прави скице. Током руске револуције раздвојио се од своје жене. Отишла је у Париз и тамо је очигледно умрла 1924. године, иако неки извори кажу да се вратила у Русију и умрла у Виборгу.
Године 1918, након укидања старе Академије, са Оружаним снагама Јужне Русије прелази на Јалту, а затим 1922. у Симферопољ. Тамо пружа подршку уметнички талентованој омладини и на крају организује уметничку школу која добија званично државно признање. Године 1934. добио је оно што ће се показати као његов највећи налог: да делује као управни консултант за гигантску панораму која приказује опсаду Перекопа. После 1936. радио је у Уметничком институту у Харкову.
Међу хиљадама илустрација књига које је направио, можда су најзначајније оне за приче Марка Вовчока, Николаја Гогоља и Николаја Кутепова. Он и његова супруга радили су заједно на илустрацији Мртвих душа и стварању мурала за железничку станицу Царское Село.
Убрзо након завршетка Другог светског рата, велика изложба његових раних радова одржана је у његовој радионици у Харкову. Био је тема документарног филма из 1966. године.

## Галерија
- Брза Тројка
- Козаци у кафани
- Гоњење
- Храброст генерала Раевског